# Eriophora flavicoma
Eriophora flavicoma är en spindelart som först beskrevs av Simon 1880.  Eriophora flavicoma ingår i släktet Eriophora och familjen hjulspindlar. Inga underarter finns listade i Catalogue of Life.